# مدرسه رجایی
مدرسه رجایی فیلمی به کارگردانی کریم زرگر و نویسندگی محسن مخملباف محصول سال ۱۳۶۸ است.

## بازیگران
- تورج زاهدی
- سهیلا مرادی
- رویا نونهالی
- محمد علیدوست
- اسماعیل سلطانیان
- منوچهر حامدی